# Aethalionopsis
Aethalionopsis Gaudant, 1967 è un genere estinto di pesci ossei, appartenente ai gonorinchiformi. Visse nel Cretaceo inferiore (Berriasiano - Albiano, circa 140 - 115 milioni di anni fa) e i suoi resti fossili sono stati ritrovati in Europa.

## Descrizione
Questo pesce era di medie dimensioni: gli esemplari avevano una lunghezza compresa tra i 10 e i 40 centimetri, anche se solitamente un esemplare adulto medio era lungo circa 35 centimetri. Aethalionopsis possedeva un corpo relativamente slanciato ma robusto. La coda era profondamente biforcuta, mentre l'unica pinna dorsale era relativamente piccola e posta esattamente a metà del corpo. Numerose scaglie ricoprivano tutto il corpo, e la pinna anale era sottile e allungata. Aethalionopsis era dotato di una premascella grande e di forma arrotondata, di un opercolo dalla forma tondeggiante e di un preopercolo dotato di una cresta. Aethalionopsis differiva da altri gonorinchiformi a causa di alcune caratteristiche primitive, come la mandibola accorciata e la mancanza di fusione tra terzo e quarto infraorbitale (Taverne, 1981).

## Classificazione
Aethalionopsis è stato considerato affine al genere Anaethalion (famiglia Anaethalionidae), ma successive revisioni hanno determinato la sua appartenenza ai gonorinchiformi, un gruppo di pesci attualmente rappresentati da varie specie, tra cui Chanos chanos. Secondo lo studio di Taverne (1981) Aethalionopsis sarebbe strettamente imparentato con Dastilbe, Tharrhias e Parachanos, mentre secondo Grande e Poyato-Ariza (1999) questo genere potrebbe essere ancestrale alla famiglia Chanidae, che comprende oltre ai generi già citati (sottofamiglia Chaninae) anche Rubiesichthys e Gordichthys.
Il genere Aethalionopsis venne istituito nel 1966 da Gaudant, per includere la specie Anaethalion robustus descritta in precedenza da Traquair nel 1911. La specie tipo, Aethalionopsis robustus, proviene dal famoso giacimento di Bernissart in Belgio, risalente al Barremiano/Aptiano, e dal giacimento di Pietraroja, in provincia di Benevento (Italia), in terreni dell'Aptiano/Albiano. Gli esemplari di Pietraroja, tuttavia, differiscono dagli esemplari belgi in dettagli delle pinne anali e dorsali, e potrebbero appartenere a un'altra specie. Un'ulteriore specie attribuita al genere, A. valdensis, venne descritta originariamente da Arthur Smith Woodward nel 1907 e proviene dai terreni del Berriasiano/Hauteriviano del Sussex, in Inghilterra.

## Paleobiologia
Aethalionopsis viveva in un ambiente di acque dolci, probabilmente connesse con il mare solo episodicamente. Secondo alcuni studi (Grande, 1999), Aethalionopsis potrebbe essere stato un pesce eurialino, con un'ampia tolleranza di salinità.